# Air Depot en Program Management
Het Air Depot en Program Management bevindt zich op de Vliegbasis Woensdrecht en is de ondersteunende bedrijfsorganisatie van de Koninklijke Luchtmacht. De organisatie stond eerder bekend onder Logistiek Centrum Woensdrecht (LCW).
De organisatie is verantwoordelijk voor het onderhoud van, en de modificaties op, het vliegend luchtmacht materieel. Tevens dient het als centrale materieelopslag en distributieplaats voor allerlei onderdelen en ondersteunt het bedrijf de organisatie elementen van de andere krijgsmachtdelen bij de uitvoering van hun operationele taken.

## Kwaliteitsborging
Aangaande de strenge eisen voor het onderhoud, beheer en de distributie van luchtvaartsystemen en luchtvaartonderdelen voldoet de organisatie aan de Militaire Luchtvaarteis 145 normering voor hoger echelon onderhoud; ISO 9001 voor grondgebonden communicatiesystemen; de Militaire Luchtvaart Eis Distribution & Supply Organisation voor logistiek; de ISO 17025 norm voor laboratoria en de standaard ARBO en milieu eisen.

## Organisatie en Taken
De organisatie bestaat, naast een kleine staf die gedeeld wordt met de Vliegbasis Woensdrecht, uit de afdeling Programma Management en Onderhoud en Logistieke Wing. Programma Management stelt de materiële beschikbaarheid van alle luchtmacht wapensystemen en onbemande luchtvaartuigen zeker. De Onderhoud en Logistieke Wing bestaat formeel sinds 8 januari 2014 uit 4 squadrons:
- 980 Sq (Vliegtuig / Helikopteronderhoud). Onderhoudt, repareert, modificeert en reviseert alle vliegtuigen en helikopters.
- 981 Sq (Componentenonderhoud) onderhoudt motoren, modules, mechanische / elektronische luchtvaartcomponenten en wapentechnische systemen. Verzorgt en inspecteert metaal- en oppervlaktebehandelingen.
- 982 Sq (Technologie en Missieondersteuning). Verricht elektronisch, technisch en werktuigbouwkundig onderhoud van luchtmacht- landmacht- en marinesystemen. Ontwikkelt en calibreert systemen voor de gehele krijgsmacht. Doet onderzoek naar elektromagnetische effecten. Ondersteunt bij de berging van vliegtuigen.
- 983 Sq (Logistiek). Centrale voorraadbeheerder voor de gehele luchtmacht en missiegebieden.

## N.B.
Vanaf 2019 is de organisatie ook verantwoordelijk voor de opslag, het beheer en de distributie van reserve onderdelen voor alle Europese F-35 ’s en voor het onderhoud en het testen van de F-35 motoren.
De Luchtmachtbergingsdienst heeft - als onderdeel van het 982 Squadron - de primaire taak het bergen van neergestorte vliegtuigen. Daarnaast heeft de dienst een hieraan gerelateerde taak; berging en ruiming van in de 2e Wereldoorlog neergestorte vliegtuigen.

## Geschiedenis
De organisatie is uit bezuinigingsoogpunt ontstaan. Door de jaren heen werden diverse reorganisaties doorgevoerd waarbij voormalige Depots en andere onderdelen zijn opgeheven en samengevoegd. Dit betreft de voormalige onderdelen: Depot Vliegtuigmotoren; Depot Straalmotoren; Depot Electronisch Luchtmacht Materieel; het Centrum voor Technologie en Missieondersteuning en Technisch Depot Vliegkamp De Kooy.